# Макиев, Валерий Эдуардович
Вале́рий Эдуа́рдович Маки́ев (16 июня 1985, Моздок, Северо-Осетинская АССР, СССР) — российский футболист, полузащитник.

## Биография
Воспитанник футбольной школы Моздока. В 2002 году дебютировал за «Моздок», который выступал во Втором дивизионе. В 2005 году провёл 11 матчей в чемпионате Белоруссии за минский «Локомотив». В 2006 году перебрался в клуб «Лобня-Алла» Лобня. Далее играл в «Спартаке» из Костромы. В 2009 году вернулся в Осетию, выступал за владикавказский «Автодор», однако вскоре перебрался в «Носту», которая выступала в Первом дивизионе. В 2010 году — игрок клуба «Торпедо-ЗИЛ».